# ريغيت (فيرمونت)
ريغيت (بالإنجليزية: Ryegate, Vermont)‏ هي بلدة تقع بولاية فيرمونت في الولايات المتحدة. تبلغ مساحتها 95.2 (كم²)، وترتفع عن سطح البحر 383 م، بلغ عدد سكانها 1174 نسمة في عام 2010 حسب إحصاء مكتب تعداد الولايات المتحدة وتصل الكثافة السكانية فيها 12.4 نسمة/كم2.

## وصلات خارجية
- www.ryegatevt.org
- The US50 - Cities and Towns in Vermont State
- Vermont Cities and Towns, Facts, Map, Flag, Colleges, Government, and More